# Drulia browni
Drulia browni är en svampdjursart som först beskrevs av James Scott Bowerbank 1863.  Drulia browni ingår i släktet Drulia och familjen Metaniidae. Inga underarter finns listade i Catalogue of Life.